# 中井権次一統
中井権次一統（なかいごんじいっとう）は、丹波柏原藩（兵庫県丹波市）の宮大工、中井道源を初代とし、4代目の言次君音（ごんじきみね）以後、9代目の貞胤まで神社・仏閣の彫物師として活躍した中井家の一統。6代目権次正忠より権次を名乗ったことから権次一統と称する。徳川家康お抱えの宮大工で日光東照宮や江戸城を手がけた中井正清（1565～1619年）の血筋を引くとの説があるが、出自の詳細は不明。龍や麒麟、唐獅子、獏といった霊獣を彫刻した破風・欄干など現存する作品は北近畿（旧丹波国・丹後・但馬）を中心に旧播磨・摂津を含め300カ所程度と推測されている。

## 概要

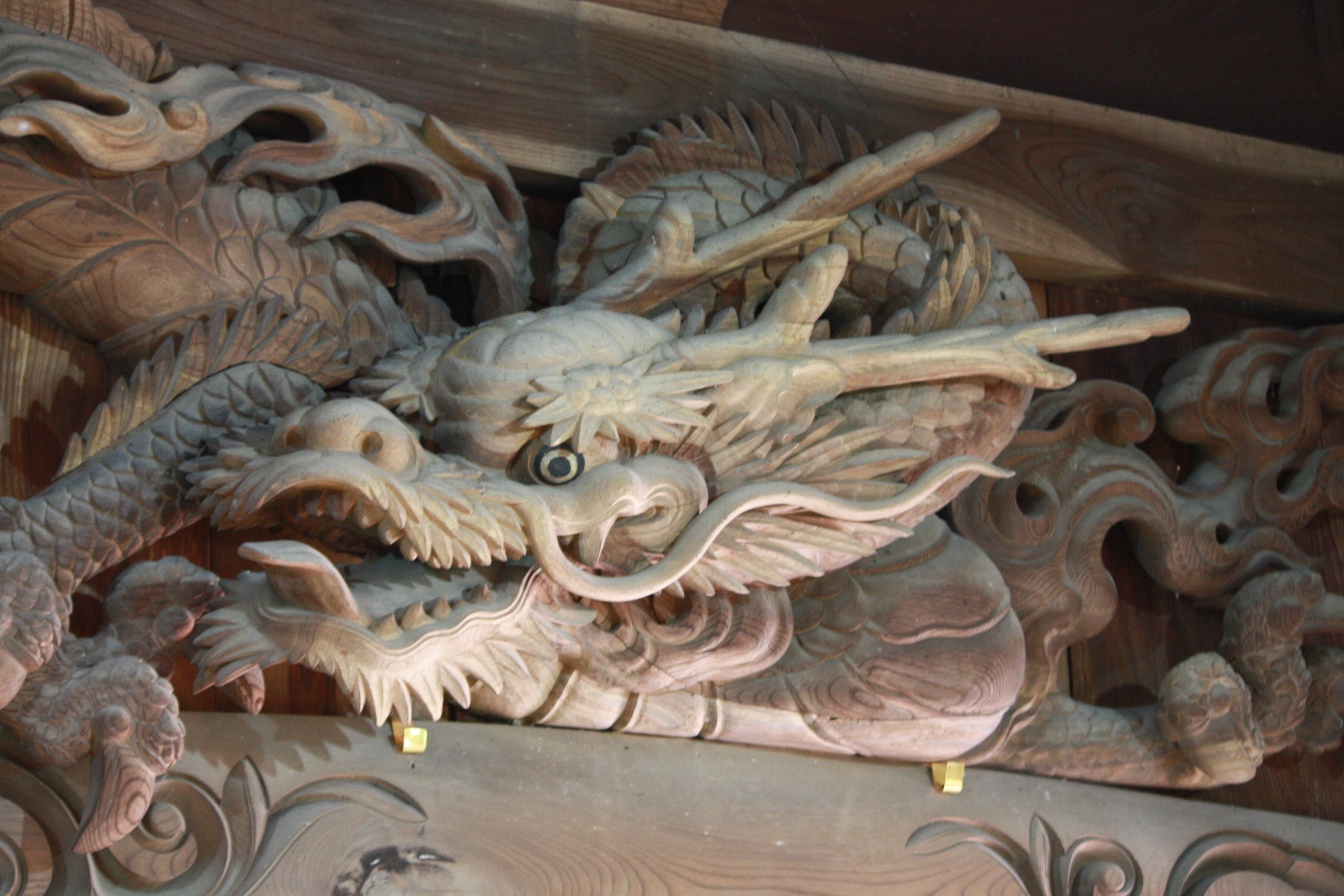
飯盛山西光密寺（いいもりさんさいこうみつじ）（京都府南丹市八木町美里中石谷9）の龍＝5代目正忠作

柏原八幡宮（1024年に京都の石清水八幡宮の別宮として丹波氷上郡柏原に創建）の焼失した三重塔の再建のため、京都与謝郡の中井役所（徳川幕府公認の宮大工集団）より中井道源とその弟が宮大工として派遣された。塔は1615年から1619年にかけて完成したが、道源はそのまま柏原に居を構え、柏原中井家の祖となった。
徳川幕府が各地に多彩な建造物を建立する中で、4代目の言次君音から彫物師としての本格的な活動が始まり、特に宝暦年間（18世紀中頃）における柏原八幡宮摂社、五社稲荷の龍を中心とする多彩な彫物はその嚆矢と評価される。5代目中井正忠以降も「青竜軒」の屋号を名乗ってその技量を十二分に踏襲。1815年に落雷により焼失した三重塔の再建に当たっては、一族の宮大工が建築を、正忠、正貞が彫物を担当した。9代目貞胤まで6代に亘って続いた彫物の作品は、丹波（兵庫県と京都府の北部）をはじめ丹後、但馬の北近畿一円及び播磨地方（兵庫県南西部）にまで及び、約300の神社・仏閣に残されている。なお、10代目中井丈夫から京都府宮津市で本町で戦前は宮大工をしていたが、戦後は丈夫とその妻晴子とで彫刻店、印判業を営み、宮大工として、戦前までしていた。11代目と言ってますが、宮大工としては継いでません。11代目長男光夫が途中から彫刻店を継いだだけです。2人の娘がいるのみで、後継ぎはいません。これが正式な系譜です。
権次の名前は11代目は継いでません。身内親族は認めてません。
権次一統の彫物は、躍動する竜に代表される。その特徴は
1. 3本のがっちりしたかぎ爪で丸い宝珠を掴んでいる。
2. 口を開けた時の舌がぐっと立ち上がっている。
3. 目尻が赤く塗られたものが多い。
4. 銅を用いた髭が螺旋状に巻き上がっている。

など。また木鼻（長い梁の両脇先端部）に唐獅子、獏、象などの霊獣を並べ、そのほか周りに麒麟、十二支の動物、牡丹、謡曲や中国の神仙説話などの登場人物、動物などが多彩にちりばめられている。

## 中井権次一統の代々
| 代   | 名前                 | 生没年          | 備考                                                           |
| ---- | -------------------- | --------------- | -------------------------------------------------------------- |
| 初代 | 道源                 | ? - 1698年      | 丹後の中井役所から柏原八幡宮の三重塔再建のため柏原へ移る。     |
| 2代  | 栄音                 | ? - 1726年      |                                                                |
| 3代  | 安左衛門             | ? - 1757年      | 彫り物を始める。                                               |
| 4代  | 言次君音             | 1722年 - 1787年 | 神社・仏閣の彫り物師の活動を本格化。                           |
| 5代  | 丈五郎橘正忠         | 1750年 - 1818年 | 屋号に「青竜軒」を用い、以後代々引き継がれる。                 |
| 6代  | 権次橘正貞           | 1780年 - 1855年 | 初めて権次を名乗る。正忠と共に柏原八幡宮三重塔の再建に関わる。 |
| 7代  | 権次橘正次           | 1822年 - 1883年 |                                                                |
| 8代  | 権次橘正胤           | 1854年 - 1928年 |                                                                |
| 9代  | 権次橘貞胤（喜一郎） | 1872年 - 1958年 |                                                                |

※10代丈夫（- 1988年）戦前まで宮大工をして継いでいた。10代目までが実際宮大工として継いで、その後印鑑等の彫刻店を商売してます。11代と名乗ってますが、宮大工としては継いでません。戦後10代目が、彫刻店を営んでます。系譜としては10代目中井丈夫までです。
中井光夫（1941年 -）は京都府宮津市で彫刻店印判業を途中から営む。
光夫には2人の娘なので継いでません。